# Philodendron
Philodendron és un gran gènere de plantes amb flors dins la família Araceae, consta de més de 900 espècies segons Tropicos (un servei del Missouri Botanical Garden). Altres fonts donen altres nombres d'espècies. Moltes espècies són planta ornamental d'exterior i d'interior. El nom deriva del grec philo ('amor') i dendron ('arbre').

## Distribució
Es poden trobar en molts hàbitats de l'Amèrica tropical i el Carib. Des del nivell del mar fins als 2000 m d'altitud. Sovint són enfiladisses sobre altres plantes o dels arbres. S'han introduït en altres llocs del món amb clima tropical.

### Toxicitat
Els Philodendron poden contenir fins a un 0,7% d'oxalats en la forma de cristalls d'oxalat de calci que són perjudicials si són ingerits pels humans i altres animals però difícilment arriben a ser mortals.

### Usos
La resina produïda durant la florida de Monstera i Philodendron la fan servir les abelles sense fibló per fer els seus nius.
Els fruits de Philodendron es mengen pels indígenes encara que contenen oxalats.
Per fer el curare els Taiwanos d'Amazonia fan servir les fulles i tiges d'algunes espècies de Philodendron i es barregen am l'escorça de Vochysia ferruginea i algunes parts d'espècies del gènere Strychnos.
Una tribu de la Colòmbia amaònica fa servir l'efecte tòxic de Philodendron craspedodromum per pescar.

### Classificació
El gènere Philodendron es subdivideix en diverses seccions i subseccions:
Seccció Baursia, seccció Philopsammos, seccció Philodendron (subsecccions Achyropodium, Canniphyllium, Macrolonchium, Philodendron, Platypodium, Psoropodium i Solenosterigma), seccó Calostigma (subseccions Bulaoana, Eucardium, Glossophyllum, Macrobelium i Oligocarpidium), secció Tritomophyllum, secció Schizophyllum, secció Polytomium, secció Macrogynium i secció Camptogynium.

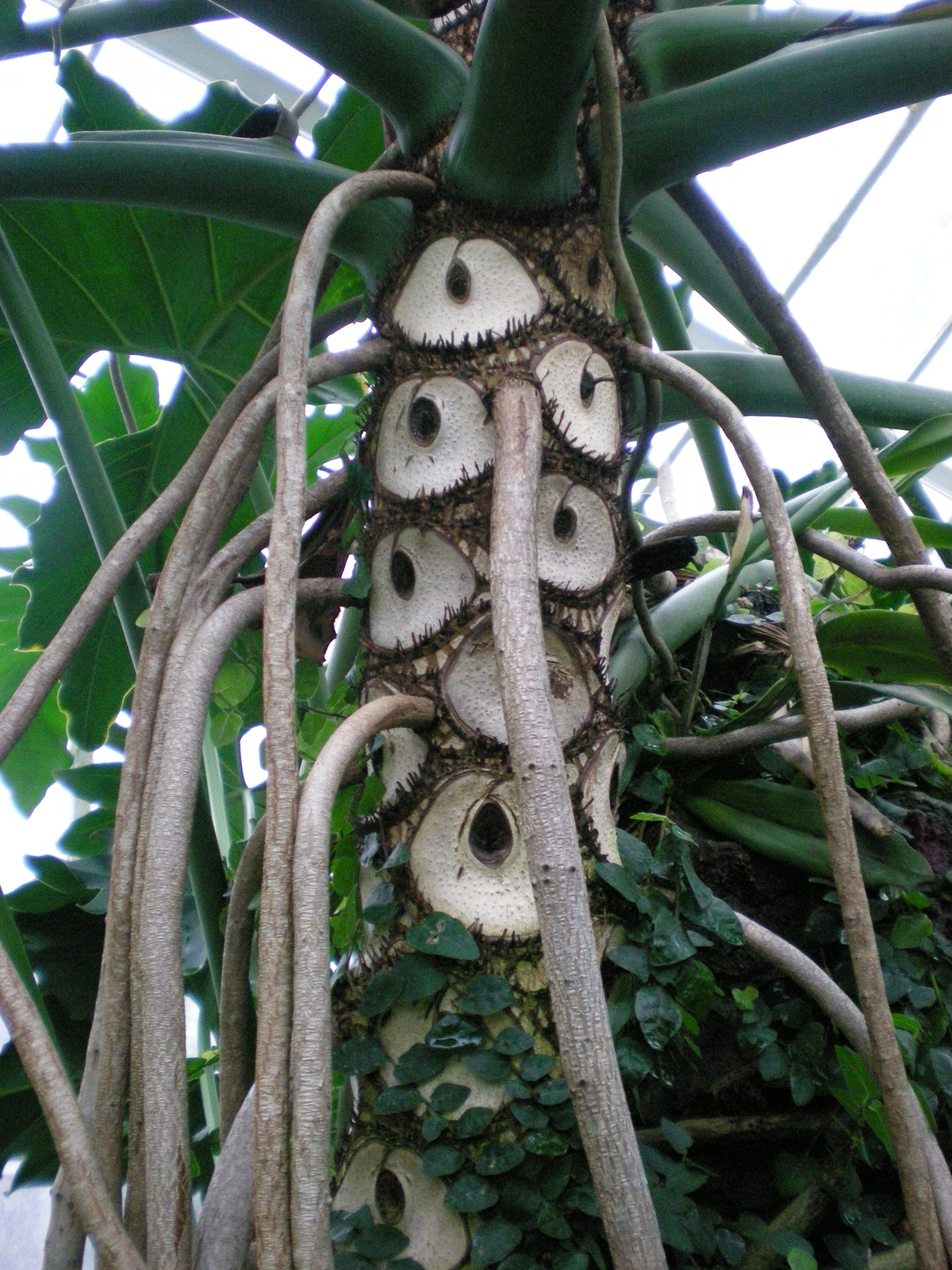
Escorça de Philodendron bipinnatifidum.

## Algunes espècies
- Philodendron acutatum Schott
- Philodendron adamantinum Mart. ex Schott
- Philodendron alliodorum Croat & Grayum
- Philodendron auriculatum Standl. & L. O. Williams
- Philodendron bipennifolium Schott
- Philodendron bipinnatifidum Schott ex Endl. - Arbre Philodendron
- Philodendron black cardinal
- Philodendron chimboanum
- Philodendron consanguineum Schott - Rascagarganta
- Philodendron cordatum (Vell.) Kunth
- Philodendron crassinervium Lindl.
- Philodendron cruentospathum
- Philodendron davidsonii Croat
- Philodendron devansayeanum L. Linden
- Philodendron domesticum G. S. Bunting
- Philodendron ensifolium Croat & Grayum
- Philodendron erubescens K. Koch & Augustin
- Philodendron evansii
- Philodendron eximium Schott
- Philodendron fragrantissimum
- Philodendron ferrugineum Croat
- Philodendron giganteum Schott - Gegant Philodendron
- Philodendron gigas
- Philodendron gloriosum André
- Philodendron gualeanum
- Philodendron hastatum també incorrectament com 'Glaucophyllum'
- Philodendron hederaceum (Jacq.) Schott - Vilevine, Heartleaf Philodendron, Velvet-leaved Philodendron
- Philodendron herbaceum Croat & Grayum

- Philodendron hooveri

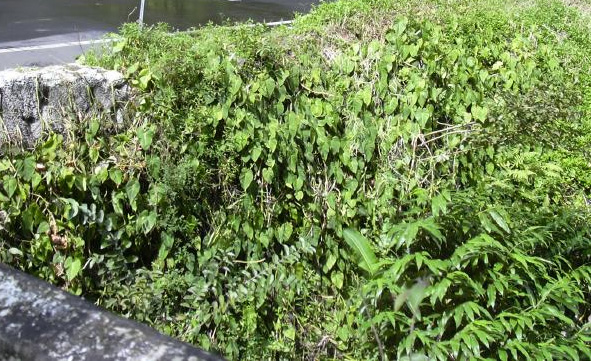
Philodendron sp. - hàbit

- Philodendron imbe Schott ex Endl. - Philodendron
- Philodendron jacquinii Schott
- Philodendron lacerum (Jacq.) Schott
- Philodendron lingulatum (L.) K. Koch - Treelover
- Philodendron mamei André
- Philodendron marginatum Urban - Puerto Rico Philodendron
- Philodendron martianum Engl.
- Philodendron mayoii Symon Mayo
- Philodendron maximum
- Philodendron melanochrysum Linden & André
- Philodendron microstictum Standl. & L. O. Williams
- Philodendron musifolium
- Philodendron nanegalense
- Philodendron opacum Croat & Grayum
- Philodendron ornatum Schott
- Philodendron pachycaule
- Philodendron panduriforme
- Philodendron pedatum (Hook.) Kunth
- Philodendron pinnatifidum (Jacq.) Schott
- Philodendron pogonocaule
- Philodendron quitense
- Philodendron radiatum Schott
- Philodendron recurvifolium Schott
- Philodendron renauxii Reitz
- Philodendron riparium
- Philodendron robustum Schott
- Philodendron rugosum
- Philodendron sagittifolium Liebm.
- Philodendron santa leopoldina Liebm.
- Philodendron selloum
- Philodendron sodiroi Hort. Cf. Gard. Chron. (1883) I. 510
- Philodendron speciosum Schott
- Philodendron sphalerum Schott
- Philodendron squamiferum Poepp.
- Philodendron standleyi Grayum
- Philodendron tripartitum (Jacq.) Schott
- Philodendron validinervium
- Philodendron ventricosum
- Philodendron verrucosum L. Mathieu ex Schott
- Philodendron victoriae G.S. Bunting
- Philodendron warscewiczii K. Koch & C. D. Bouché
- Philodendron wendlandii Schott
- Philodendron xanadu Croat, Mayo & J. Boos